# Debach
Debach est un village et une paroisse civile du Suffolk, en Angleterre.